# イノベーションと企業家精神
『イノベーションと企業家精神』（イノベーションときぎょうかせいしん、原題:Innovation and entrepreunership）』は、ピーター・ドラッカーによる経営学書。1985年に日米同時発行された。日本では、ダイヤモンド社から。「ドラッカー名著作集5」 として再発行され、2015年末にエッセンシャル版も出た。

## 執筆動機
第二次大戦後まもなく米国で最初にマネジメント（経営管理）を体系化したという自負のあるドラッカー が、「企業家経済」が興隆する本書執筆前の約20年を過ごして、自らが四十年前に経営管理一般について行ったのと同じことを「イノベーションと企業家精神」に対しても行わなくてはならないと悟り本書を書くに至ったのだという、執筆経緯がプロローグで明かされる。

## 内容
イノベーションは主に、製品、市場（顧客）、流通チャネルの3つの領域で行われるとされる。
イノベーションの以下の七つの源泉についての考察がなされる。
1. 予期せざるもの
2. 調和せざるもの
3. プロセス・ニーズ
4. 産業と市場の構造変化
5. 人口構成の変化
6. 認識の変化
7. 新しい知識

「セイの法則」で有名な経済学者ジャン＝バティスト・セイをフランスへの「国富論」紹介者としてではなく「企業家（精神）」という概念を生み出した思想家として再評価し、マルクスを技術を論じた最初にして最高の思想家として評価した。

## 評価
訳者の一人である上田惇生は、「ドラッカーの全著作の中でも本書こそが白眉であるとの呼び声が高い」と述べた。

## 二次創作
ドラッカーの『マネジメント (書籍)』を題材としてミリオンセラーとなった小説『もし高校野球の女子マネージャーがドラッカーの『マネジメント』を読んだら』の作者・岩崎夏海が、その続編として本書を題材にした小説『もし高校野球の女子マネージャーがドラッカーの『イノベーションと企業家精神』を読んだら』を2015年に執筆し、少なくとも10万部を越える部数が売れ、紀伊國屋書店の2016年度ベストセラー・ビジネス部門で30位にランクインした。小説の略称は『もしイノ』。